# Sat.1
Sat.1 — немецкий общенациональный телеканал, вещается одноимённым обществом с ограниченной ответственностью (управляющий - Даниэль Роземан), являющимся дочерней общества с ограниченной ответственностью «ПроЗибен-Зат.1-Медие СЕ» (ProSiebenSat.1 Media SE) (другие его дочерние общества - ProSieben, kabel eins, N24). Программный телецентр в Берлине (до 1999 года в Майнце, до 1990 года - в Людвигсхафене. Принимается через обычную антенну (по системе «ДВБ Т», до 2003 года - по системе «ПАЛ»), спутниковую антенну и кабельное телевидение.

## История
Появился в январе 1984 года как Программная компания кабельного и спутникового широковещания (Programmgesellschaft für Kabel Und Satellitenrundfunk, PKS), Первоначально совместное предприятие в различных издательствах, далее был переименован в Sat.1 в январе 1985 года. Первые трансляции могли увидеть немногие, имеющие доступ к кабельной сети в вечерние и дневные часы. Программа состояла из старых фильмов, в основном из архивов KirchMedia, американской хит-серия и игровых шоу. С 1988 года вещает также утром.

## Передачи
- бюллетень теленовостей «Зат 1 Нахрихтен» («Sat.1 Nachrichten»);
- ежедневный утренний тележурнал «Зат 1 Фрюштюкфернзеен» (Sat.1-Frühstücksfernsehen);
- Sat.1 Bayern — региональная информационная программа для Баварии
- 17:30 Sat.1 Regional — региональная информационная программа для Шлезвиг-Гольштейна, Гамбурга, Нижней Саксонии и Бремена
- 17:30 Sat.1 NRW — региональная информационная программа для Северного Рейна-Вестафалии
- 17:30 Sat.1 live — региональная информационная программа для Гессена